# Tarro

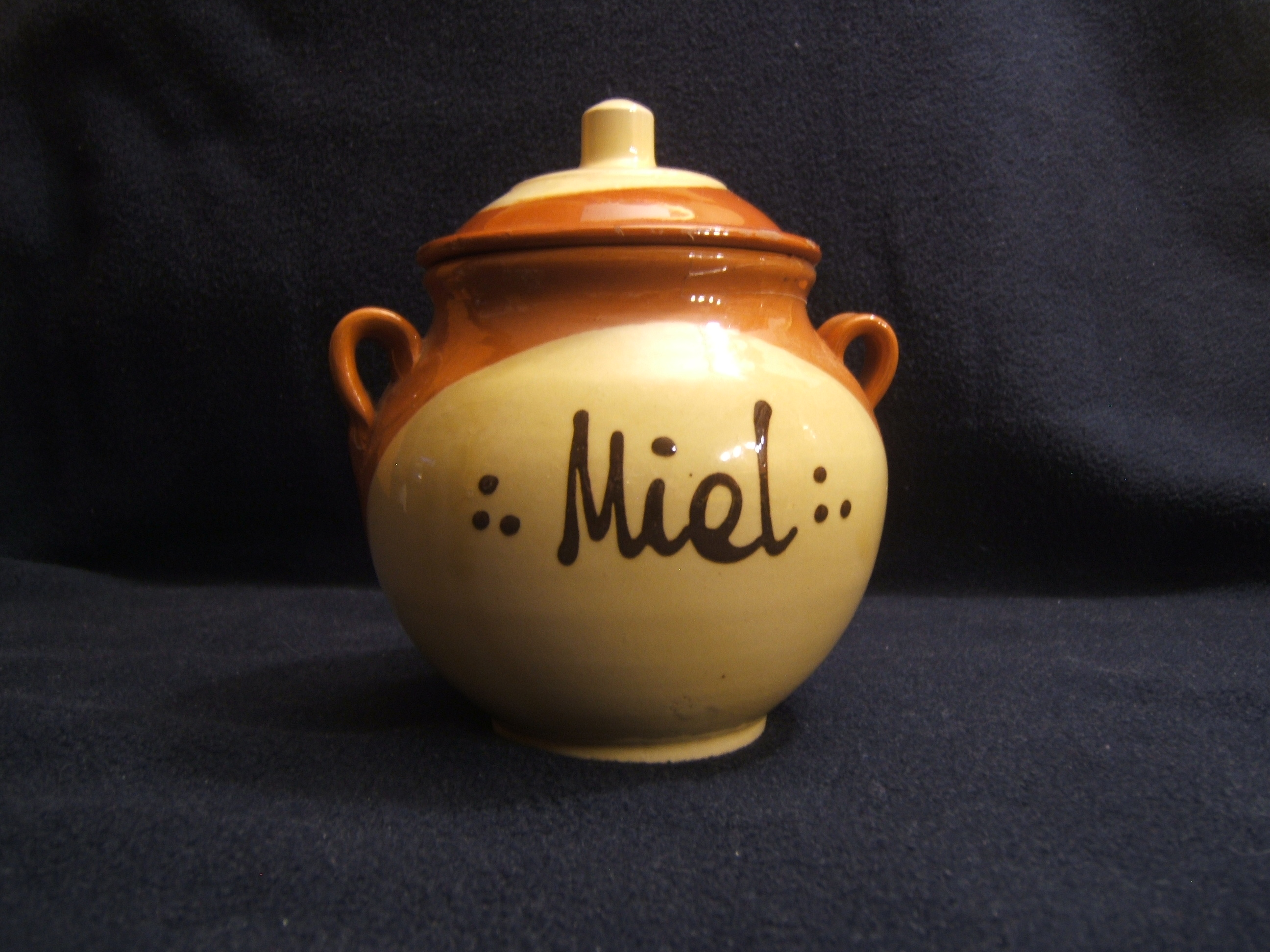
Tarro de miel, orza mielera, parrón.

El tarro es un recipiente que tiene su origen en el vaso o vasija de barro cocido, con o sin asas, pero con tapa. En su evolución industrial ha dado nombre a una larga lista de recipientes de diferentes tipos, fabricados en distintos materiales y con diseños técnicos muy variados, buscando mejorar sus propiedades de conservación de alimentos, como ocurre en los tradicionales tarros de farmacia, con más de cinco siglos de uso y tradición. A partir del siglo XX se impusieron los tarros de materiales resistentes como el metal, el vidrio y el plástico, más aptos para la disposición de sistemas de cerrado hermético, al vacío, etc.

## Partes del recipiente
La complejidad de las investigaciones de restos arqueológicos ha hecho necesaria una nomenclatura de trabajo, diferenciando de modo minucioso las partes de los recipientes, que en el caso general de los tarros, en la familia de vasos o vasijas, distingue, de arriba abajo:
- Hilo o hélice
- Terminado
- Anillo
- Cuello
- Espalda
- Cuerpo
- Fondo (que incluye el anillo de apilamiento)

## Algunos tipos de cierres
- Sin presión
  - Tapa tradicional (de contacto)

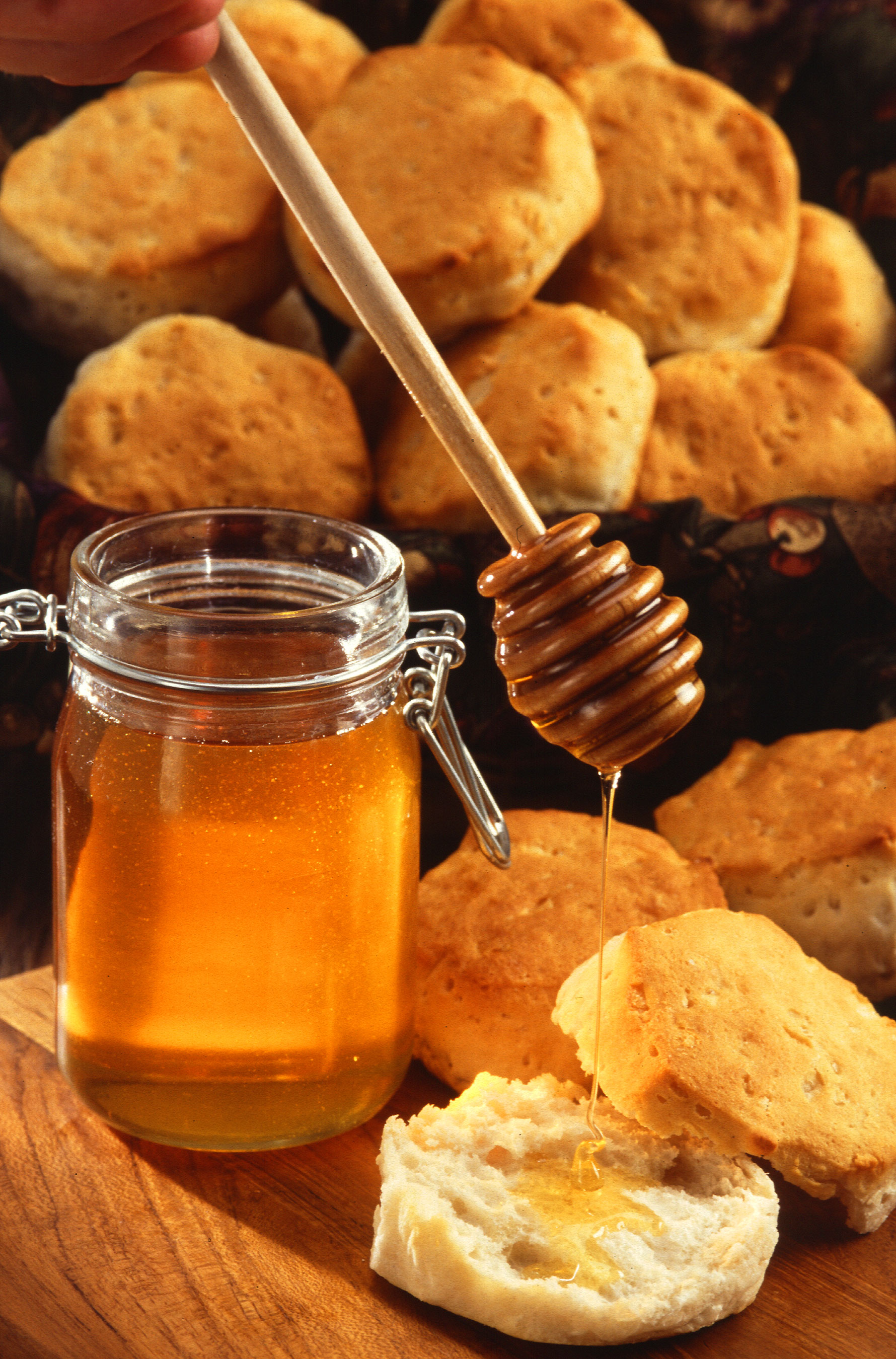
Tarro de cristal con cierre hermético.

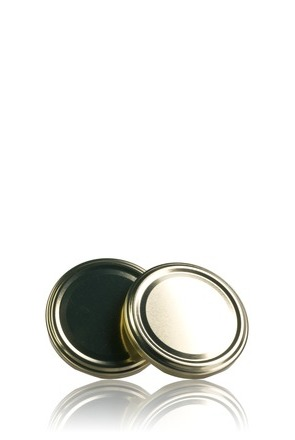
Tapa Twist off.

  - Sellado (con cera o algún otro aislante)
  - Rosca estándar
- Al vacío. Las tapas disponen de una arandela o junta de goma (caucho u otros materiales elásticos) que garantiza la hermeticidad. Tiene su continuación en el modelo «Pry-off». Tapa que incluye junta de caucho que se sujeta por medio del borde enrollado. 
  - «Twist-off». El lateral de la tapa esta labiado hacia el interior; existen varios sub-tipos:
    - «Twist-off» con botón: Este sistema de cierre se caracteriza por tener un botón de seguridad en la parte superior.
    - «Twist-off» para pasteurización: Son tapas ideales para productos que se someten al proceso de pasteurización, soportan una temperatura de hasta 90 °C.
    - «Twist-off» para esterilización: Son tapas que resisten el proceso de esterilización. Son capaces de soportar hasta 140 °C.
    - «Press Twist». Al igual que el «Twist-off», con borde lateral enrollado.

  - Omnia-s.[cita requerida]